# Базилика Святого Квирина
Базилика Святого Квиринуса (нем. Quirinus-Münster) — католическая церковь в городе Нойс (федеральная земля Северный Рейн-Вестфалия).

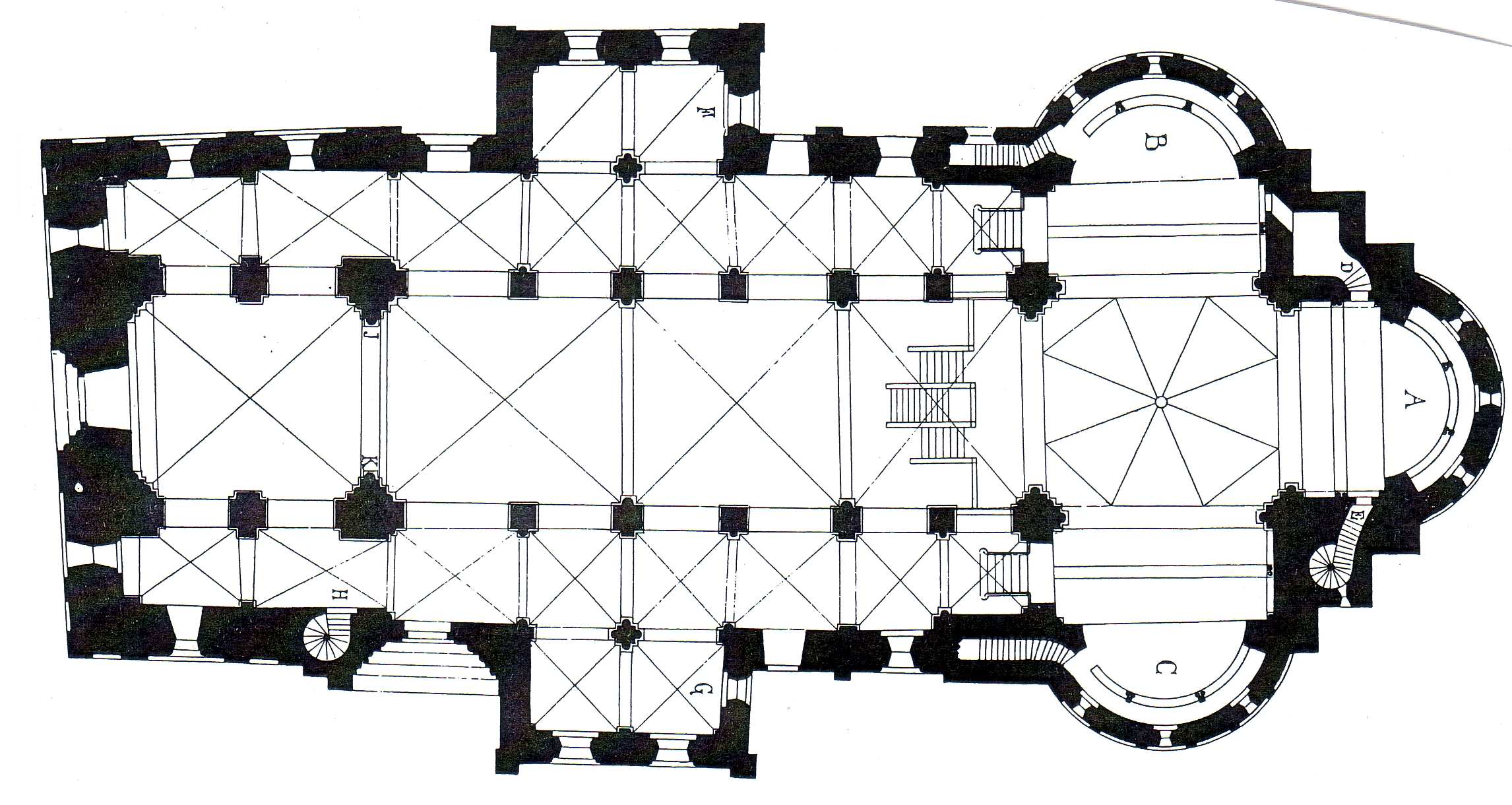
План базилики

## История

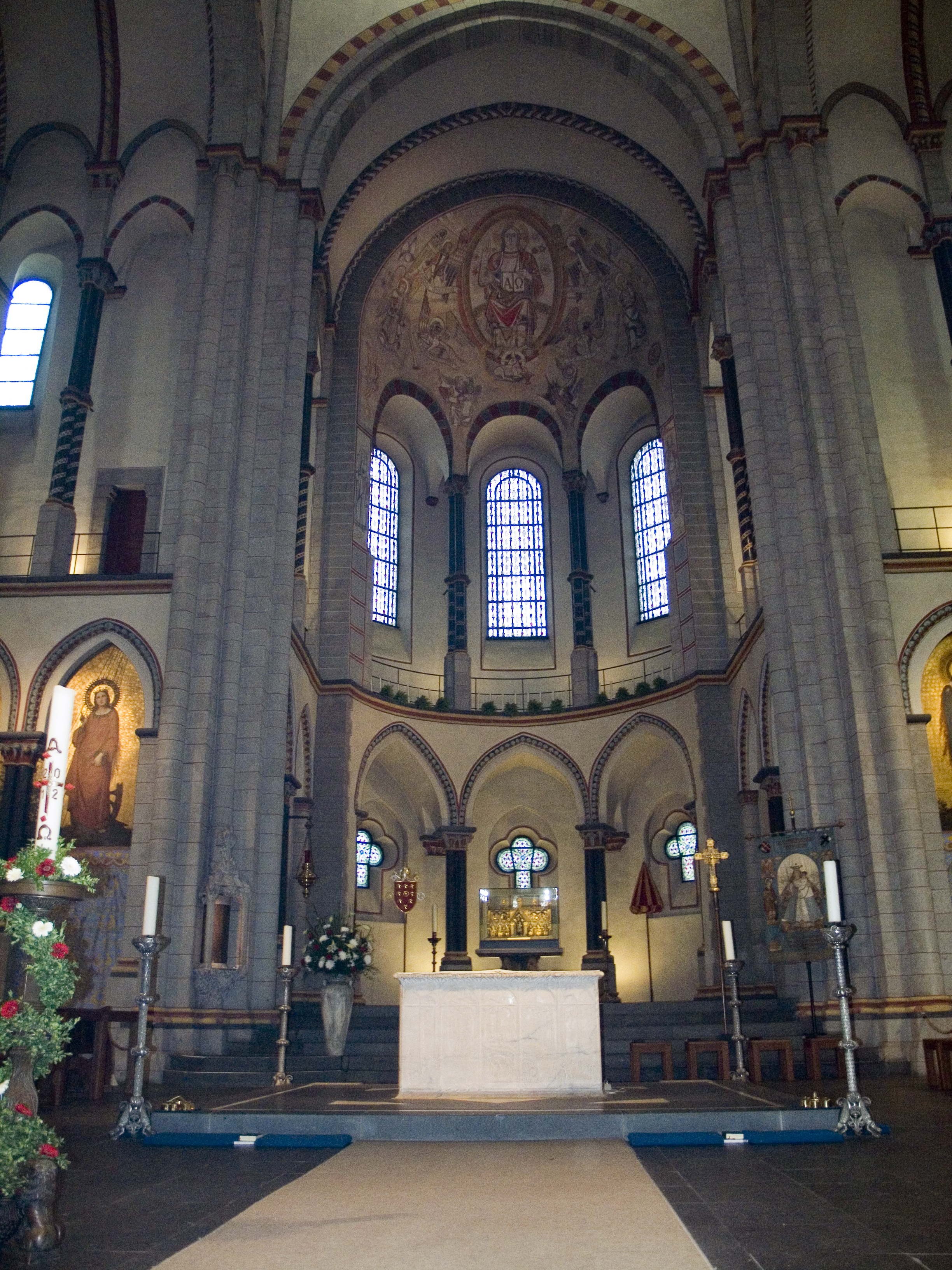
Хор церкви

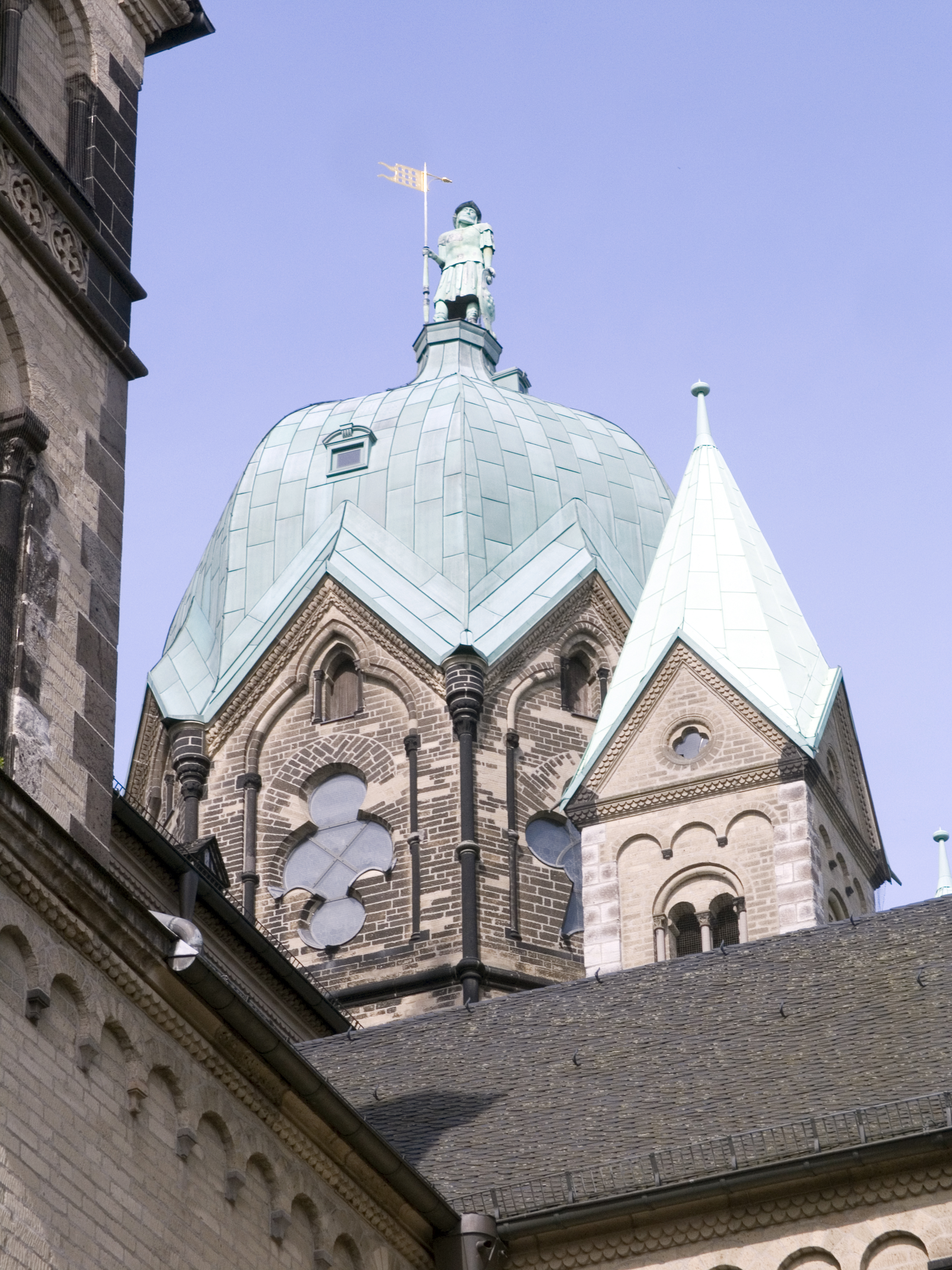
Купол базилики

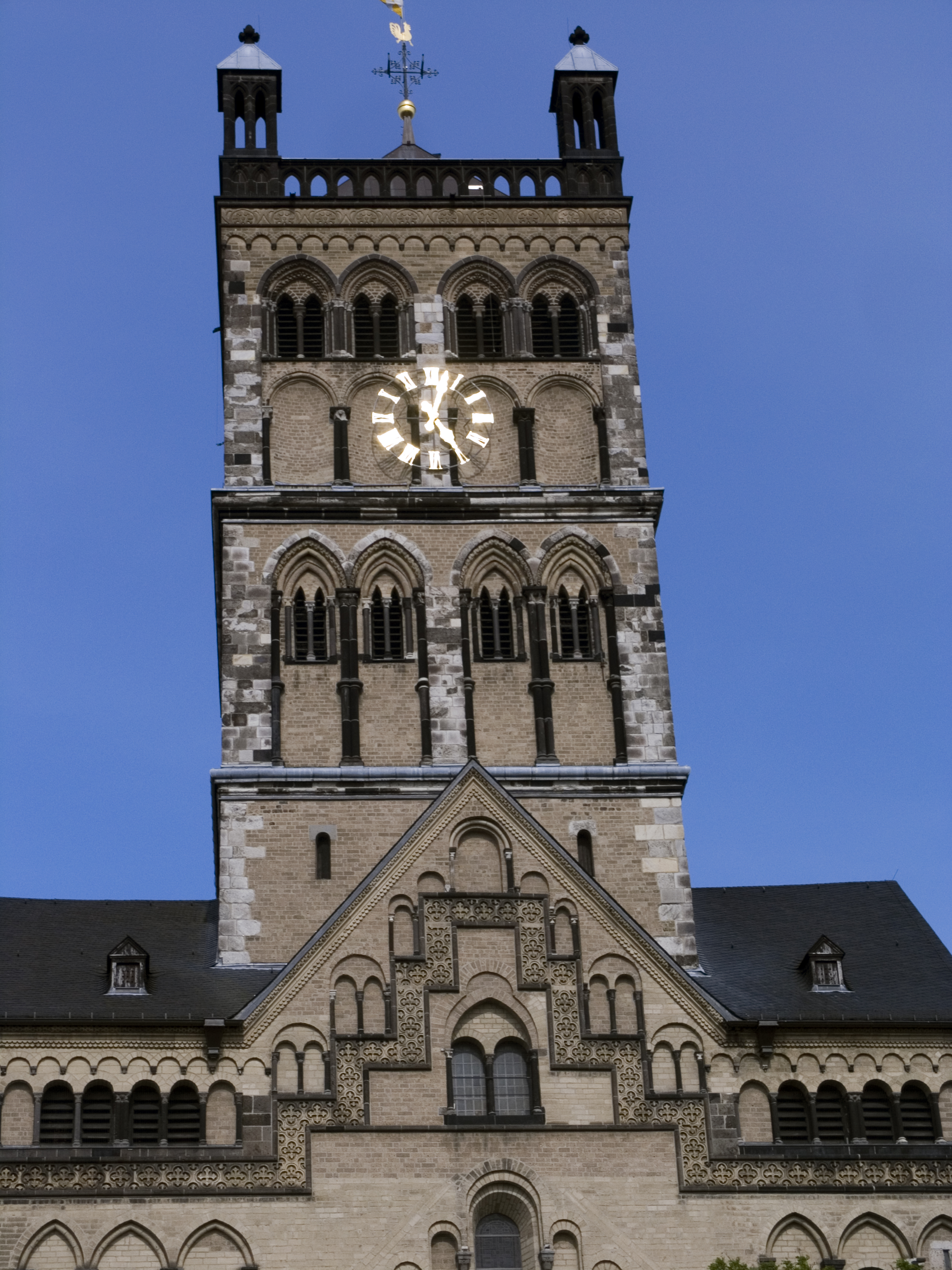
Башня вестверка

Нойс был основан в 16 году до н. э. римлянами по именем Новезий. Уже в I веке в Нойсе, также как в Кёльне и Ксантене, сформировалась христианская община. Как это было принято у римлян, умерших хоронили за пределами города. Такое захоронение находится в районе базилики Святого Квиринуса сегодня. Под фундаментом апсиды собора были найдены захоронения, самые древние из которых относятся ещё к римским временам.
В 850 году на месте римского некрополя был основан монастырь бенедиктинцев. Неизвестно пережил ли этот монастырь нашествие норманнов в 866 году, однако, точно известно, что позднее этот монастырь был преобразован в женскую обитель для дам знатного происхождения.
Первое упоминание о монастырской церкви относится к 1043 году. Тогда же впервые упоминается и имя Квиринуса Нойского, как покровителя города. В 1050 году при папе Льве IX, по просьбе аббатисы Гепы, возглавлявшей в бенедиктинский монастырь, мощи святого были торжественно перенесены из римских катакомб в Нойс.
Поток паломников, желающих прикоснуться к мощам Святого Квиринуса, стал приносить монастырю хороший доход. Именно рост дохода позволил монастырю начать строительство нового храма. Первый камень в основании будущей церкви было заложено 9 октября 1209 года. Мемориальная табличка на южной стене гласит:
 «Im Jahr der Fleischwerdung des Herrn 1209 im ersten Jahr der kaiserlichen Herrschaft Ottos IV, als Adolf Kölner Bischof und Sophia von Altena Äbtissin war, hat Meister Wolbero den ersten Fundamentstein dieses Tempels gesetzt am Tag des heiligen Dionysius des Märtyrers» (нем.)
 (в переводе: «В год 1209 от Рождества Господа нашего и в первый год правления императора Оттона IV в присутствии Кёльнского архиепископа Адольфа I и аббатисы Софии фон Альтена мастер Вольберо заложил первый камень в фундамент этого храма в день Святого Дионисия-мученика»)
Основой проекта будущей церкви послужила церковь Святой Марии Капитолийской в Кёльне. Особенно заметно родство двух церквей в районе восточного средокрестия, построенного по типу «клеверного листа». Но в отличие от церкви Святой Марии Капитолийской базилика Святого Квиринуса в вестверке имела мощную четырёхгранную башню высотой почти 100 м. Строительство церкви было завершено в 1230 году.
В 1741 году в церковь ударила молния, что привело к сильным повреждениям. В ходе восстановительных работ над восточным средокрестием был построен барочный купол высотой 45 м с фигурой Святого Квиринуса на шпиле. Тогда же высота западной башни была снижена на 30 м, а над ней были построены 4 угловые башенки.
9 июня 1802 года в ходе медиатизации, проходившей под руководством наполеоновского министра Талейрана все монастыри Рейнской области были секуляризированы, а во время оккупации Нижнего Рейна французской революционной армией базилика Святого Квиринуса была разграблена и превращена в склад, а все остальные монастырские строения были снесены.
Последующие годы также не пощадили церковь: в 1914 году базилика сильно пострадала от пожара, а в 1944 году во время бомбардировок британской авиацией — от взрыва бомбы. Непрерывный и очень дорогостоящей ремонт базилики продолжается до наших дней, но уже сегодня можно наблюдать почти 800-летнее сооружение в прекрасном состоянии.
10 июня 2009 года папа Бенедикт XVI присвоил базилике Святого Квиринуса звание Малой папской базилики (лат. Basilica minor).

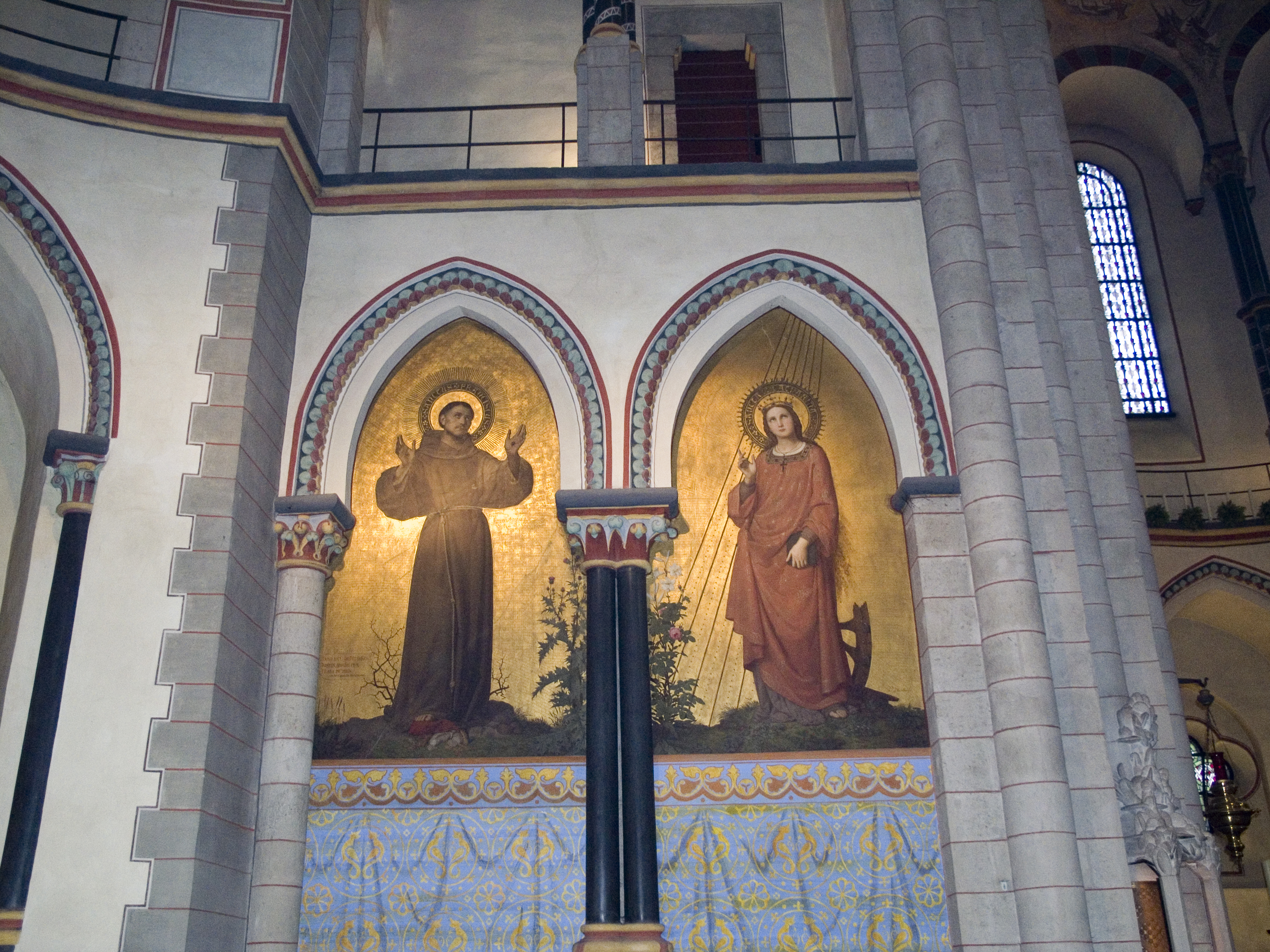
Мозаики

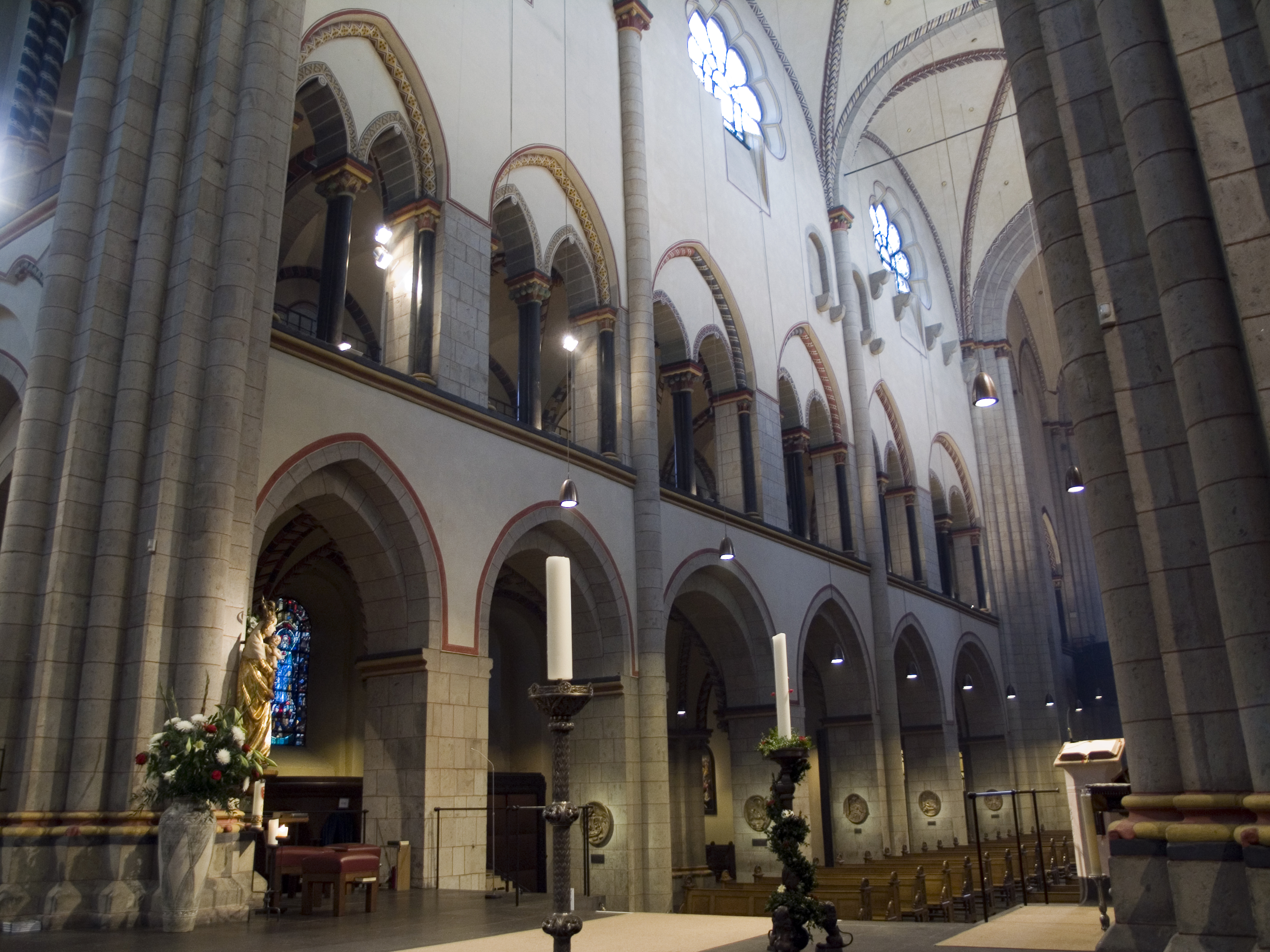
Интерьер базилики (южная стена)

## Литература

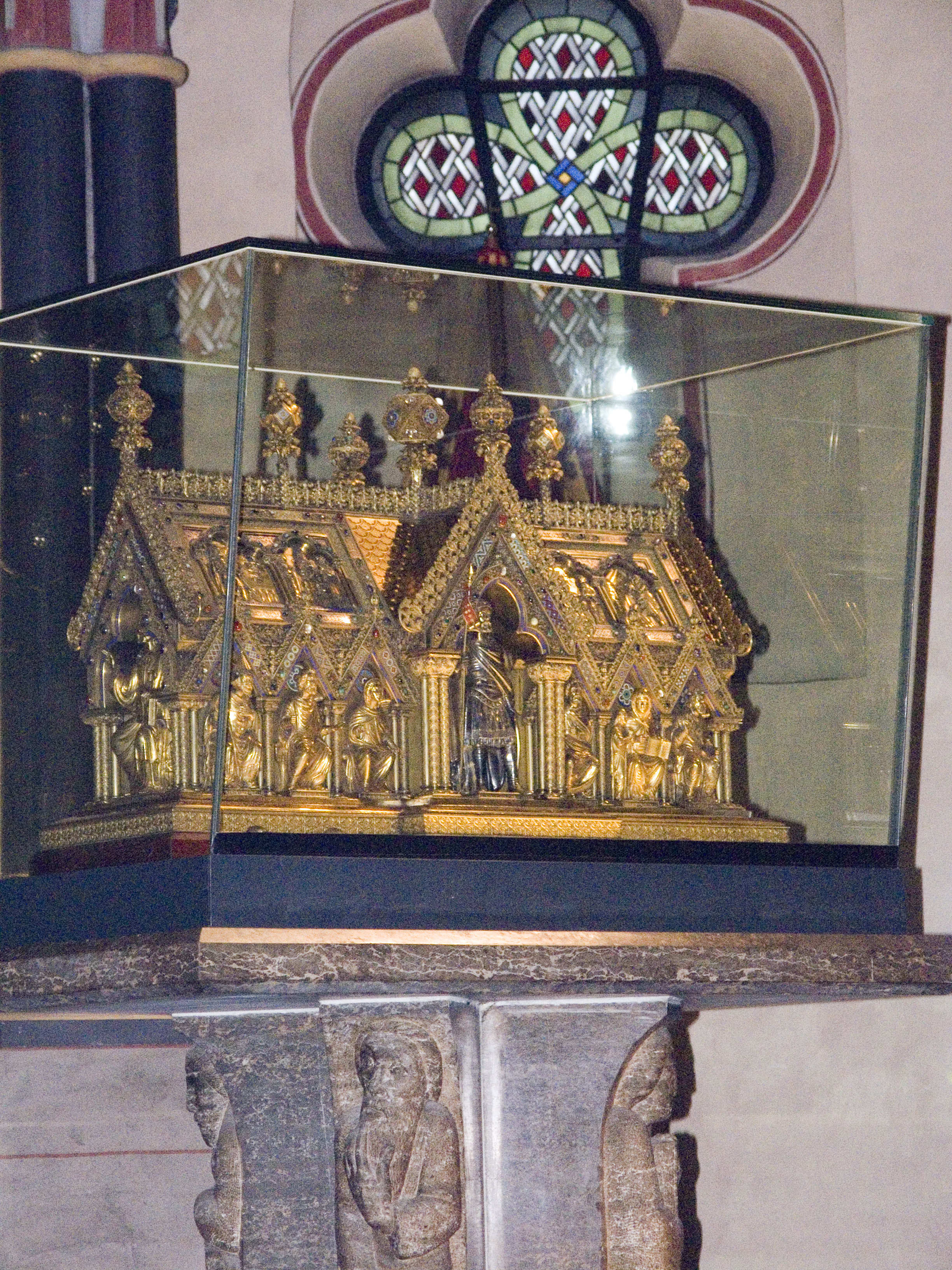
Рака Святого Квиринуса